# ورزشگاه آنسان وا
ورزشگاه آنسان وا (به کره‌ای: 안산와~스타디움) یک ورزشگاه چندمنظوره در شهر آنسان، کره جنوبی است.
این ورزشگاه در سال ۲۰۰۳ میلادی شروع به ساخت و در سال ۲۰۰۷ تأسیس شده و ظرفیت آن ۳۵٬۰۰۰ نفر می‌باشد.

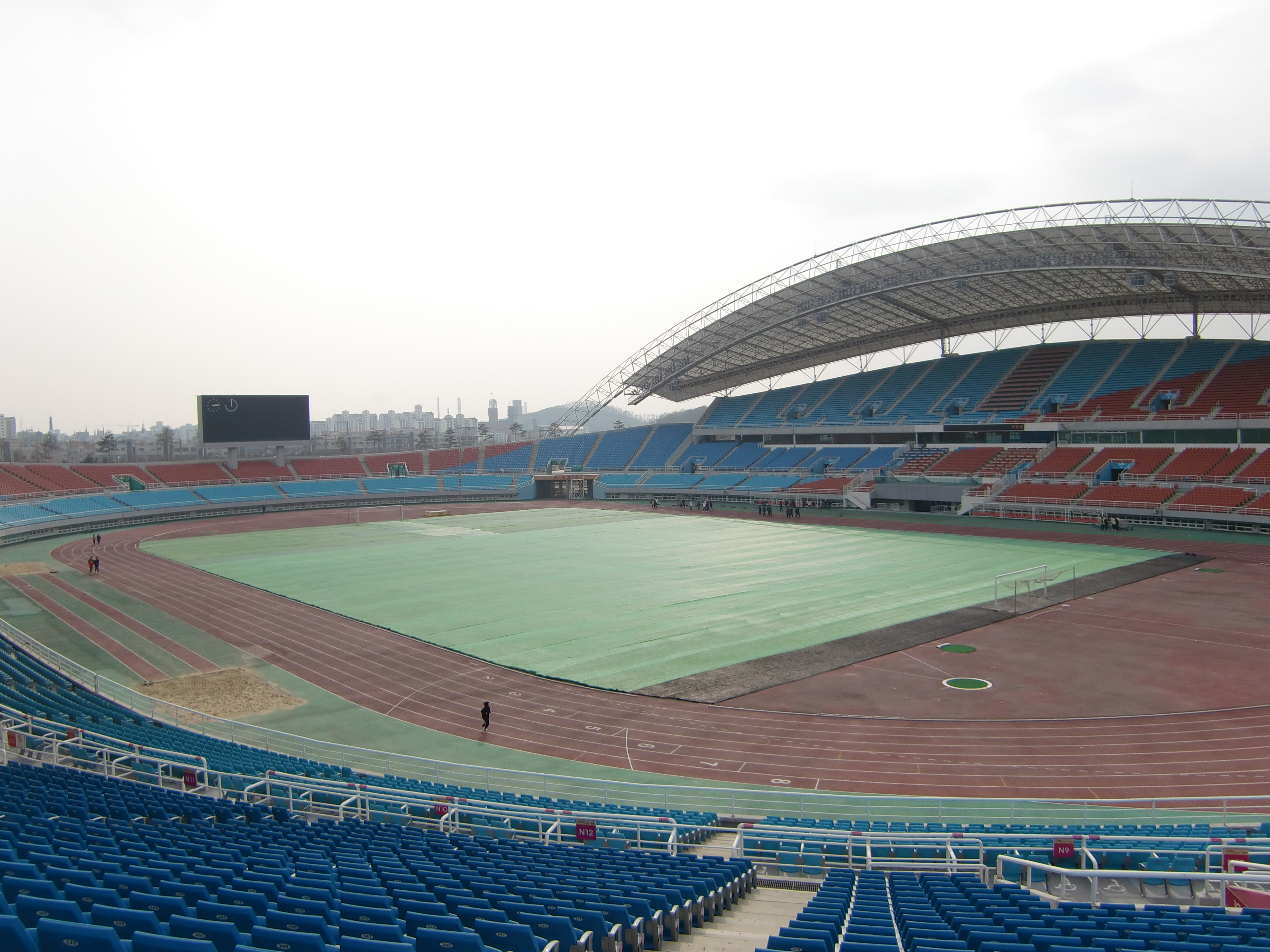
Ansan Wa~ Stadium from the other side.